# Chris Simpson
Pour les articles homonymes, voir Simpson.
Chris Simpson, né le 30 mars 1987 à Guernesey, est un joueur professionnel de squash représentant l'Angleterre. Il atteint le 20e rang mondial en avril 2014, son meilleur classement.

## Biographie
Longtemps contrarié par une douleur à la hanche, il continue à jouer mais une aggravation lors du tournoi Tournament of Champions en janvier 2017 l'oblige à se faire opérer de la hanche. Il fait son retour lors de l'Open de Nantes en septembre. En octobre 2019 lors de l'Open d'Égypte, il obtient une victoire majeure en éliminant le 8e joueur mondial Mohamed Abouelghar. Peu de temps après en novembre, il se retire du circuit professionnel après une dernière apparition au tournoi Channel VAS Championships,.

## Palmarès

### Titres
- Championnats d'Europe junior : 2005
- Championnats d'Europe par équipes : 2016

### Finales
- Open international de squash de Nantes : 2016
- Championnats du monde par équipes : 2017